# Stipa dasyphylla
Stipa dasyphylla är en gräsart som först beskrevs av Eduard Emanuilovitch von Lindemann, och fick sitt nu gällande namn av Vasilij Matvejevitj Tjernjajev och Ernst Rudolf von Trautvetter. Stipa dasyphylla ingår i släktet fjädergrässläktet, och familjen gräs. Inga underarter finns listade i Catalogue of Life.